# 近江鉄道八日市線
八日市線（ようかいちせん）は、滋賀県東近江市の八日市駅から同県近江八幡市の近江八幡駅までを結ぶ近江鉄道の鉄道路線である。
近江盆地の2つの都市間を結ぶ近江鉄道の主力路線となっている。路線の愛称として万葉あかね線（まんようあかねせん、ラインカラー：      緑）が付けられている。
1930年から1948年（休止年）までは、新八日市から陸軍飛行場付近の御園駅までの路線がのびていた。同区間は、新八日市駅 - 八日市中野駅間で近江鉄道本線を築堤により越えていた。

## 路線データ
- 路線距離（営業キロ）：9.3km[1][2]
- 軌間：1067mm[1]
- 駅数：7駅（起終点駅含む）
- 複線区間：なし（全線単線）[1]
- 電化区間：全線電化（直流1500V）[1]
- 閉塞方式：自動閉塞式[1]
- 最高速度：70km/h[1]

## 運行形態
ワンマン運転を行っている。1987年のワンマン化で平田駅 - 近江八幡駅間の区間運転列車が廃止されて以来、途中駅での折り返し列車は設定されていない。八日市駅 - 近江八幡駅間折り返し運転のほか、本線の米原駅方面発着の列車、近江八幡駅発で貴生川駅方面へ直通する列車もある。
平日朝7時台の下り近江八幡方面は1時間あたり4本、その他の時間帯・方面は最大毎時3本の列車が運行されている。日中から終電までの時間帯は毎時2往復（約30分間隔）の運行となっている。一部の時間帯を除き、八日市駅で本線の双方向の列車、近江八幡駅で琵琶湖線の新快速と接続している。
これらの列車はほとんどが各駅停車であるが、平日朝に快速列車が上り八日市行きのみ設定されている（後節参照）。

### 快速
1998年3月30日に八日市駅 - 近江八幡駅間ノンストップの快速が新設された。2013年3月16日のダイヤ改正で一旦廃止されたが、2016年3月26日改正で平日に上り（八日市行き）1本のみ復活した。2020年3月14日のダイヤ改正で武佐駅が停車駅に加わった。なお、2020年3月改正時点でのダイヤでは八日市駅での本線列車との接続は考慮されておらず、後続の普通列車を利用しても同じ列車に乗り換えることになる。

## 歴史
蒲生郡の主要都市である八幡町と神崎郡の八日市町を結ぶべく1911年（明治44年）5月に川端浅吉ほか7名により湖南鉄道が出願されたが、既に八日市に路線を開通させていた近江鉄道も対抗上湖南鉄道と同ルートの路線を出願してきた。鉄道院は近江鉄道の出願を却下して先願の湖南鉄道に対し免許状を下付した。免許を得た湖南鉄道は軌間762mmで路線を建設しようとしたが、国有鉄道や近江鉄道との連絡輸送の必要から軌間1067mmに変更したため、建設資金が当初よりも増大し資金不足に陥った。その後、地元五個荘出身の藤井善助を社長に迎え出資を受け、1913年になり新八幡駅（現在の近江八幡駅） - 八日市口駅（現在の新八日市駅）間を開業させることができた。
その後、滋賀に進出しつつあった京阪資本に対抗するため、1927年に大津電車軌道と太湖汽船が合併して発足した琵琶湖鉄道汽船に湖南鉄道も合併する。しかし、1929年に琵琶湖鉄道汽船が京阪電気鉄道に合併された際、京阪は離れ小島の旧・湖南鉄道には興味を示さなかった。こうして旧・湖南鉄道線は藤井の設立した八日市鉄道に譲渡され、やがて戦時企業統合政策により1944年に近江鉄道に合併された。
- 1911年（明治44年）9月30日 - 湖南鉄道に対し軽便鉄道免許状下付（鷹飼-八日市間 軌間2ft6）[15][16]。
- 1912年（明治45年）4月18日 - 湖南鉄道が設立[15]。
- 1913年（大正2年）12月29日 - 湖南鉄道の新八幡駅（現在の近江八幡駅） - 八日市口駅（現在の新八日市駅）間が開業[8][17][18][19]。
- 1919年（大正8年）
  - 3月11日 - 新八幡駅を近江八幡駅に改称[8][17][注 3]。
  - 7月1日 - 八日市口駅を新八日市駅に改称[17][21]。
- 1924年（大正13年）7月25日 - 鉄道免許状下付（蒲生郡中野村 - 神崎郡山上村間）[17][22]。
- 1927年（昭和2年）5月15日 - 琵琶湖鉄道汽船が湖南鉄道を合併[8][17][23]。
- 1929年（昭和4年）4月1日 琵琶湖鉄道汽船が近江八幡駅 - 新八日市駅間を八日市鉄道に譲渡[17][24]。
- 1930年（昭和5年）10月1日 - 八日市鉄道の新八日市駅 - 飛行場駅（のちの御園駅）間が開業[17][25]。
- 1931年（昭和6年）9月1日 - 八日市中野駅 - 飛行場駅間に川合寺駅開業。
- 1935年（昭和10年）6月18日 - 神崎郡御園村沖野ヶ原 - 同郡山上村間免許失効[17][26]。
- 1940年（昭和15年）11月1日 - 飛行場駅を御園駅に改称[27]。
- 1943年（昭和18年）7月30日 - 近江鉄道社長堤康次郎と八日市鉄道社長藤井守一との間で合併契約書が締結される[14]。
- 1944年（昭和19年）3月1日 - 近江鉄道が八日市鉄道を合併[8][17][19]。路線名が八日市線となる[17]。
- 1946年（昭和21年）
  - 1月1日 - 新八日市駅 - 八日市駅間が開業[8][17][19]。近江八幡駅 - 新八日市駅間が電化[8][19]。
  - 8月2日 - 新八日市駅 - 八日市駅間が電化[8][17][注 4]。
- 1948年（昭和23年）8月1日 - 新八日市駅 - 御園駅間が休止[8][17]。
- 1964年（昭和39年）9月25日 - 休止中の新八日市駅 - 御園駅間の廃止許可[8]。同日廃止となる[28]。
- 1986年（昭和61年）11月1日 - 近江八幡駅 - 新八日市駅間の貨物営業を廃止[8]。
- 1998年（平成10年）
  - 3月30日 - 近江八幡駅 - 八日市駅間ノンストップの快速列車の運行を開始[8]。
  - 4月1日 - 太郎坊駅を太郎坊宮前駅に改称[28][29]。
- 2013年（平成25年）
  - 3月16日 - 「万葉あかね線」の愛称が付く[3][19]。
  - 12月17日 - 近江八幡駅で開業100周年記念式辞、100形電車出発式開催。
- 2024年（令和6年）4月1日 - 滋賀県と近江鉄道沿線の地方公共団体がつくる近江鉄道線管理機構が鉄道設備を保有する公有民営による上下分離方式へ移行[30]。

## 駅一覧
全駅滋賀県に所在。
凡例
●：停車、｜：通過
快速：平日朝に八日市行き1本のみ運転。
普通：全駅に停車（表中省略）。
線路（全線単線） … ◇・∨・∧：列車交換可能、｜：列車交換不可
| 駅番号 | 駅名         | 駅間キロ | 営業キロ | 快速 | 接続路線                                         | 線路 | 所在地     |
| ------ | ------------ | -------- | -------- | ---- | ------------------------------------------------ | ---- | ---------- |
| OR15   | 八日市駅     | -        | 0.0      | ●    | 近江鉄道：本線（■湖東近江路線、■水口・蒲生野線） | ∨    | 東近江市   |
| OR16   | 新八日市駅   | 0.6      | 0.6      | ↑    |                                                  | ◇    | 東近江市   |
| OR17   | 太郎坊宮前駅 | 0.7      | 1.3      | ↑    |                                                  | ｜   | 東近江市   |
| OR18   | 市辺駅       | 1.7      | 3.0      | ↑    |                                                  | ◇    | 東近江市   |
| OR19   | 平田駅       | 2.0      | 5.0      | ↑    |                                                  | ◇    | 東近江市   |
| OR20   | 武佐駅       | 1.5      | 6.5      | ●    |                                                  | ◇    | 近江八幡市 |
| OR21   | 近江八幡駅   | 2.8      | 9.3      | ●    | 西日本旅客鉄道： 東海道本線（琵琶湖線）(JR-A19)  | ∧    | 近江八幡市 |

### 廃止区間
駅名は廃止時点のもの。全駅滋賀県八日市市（現・東近江市）内に所在。括弧内は新八日市駅からの営業キロ。
新八日市駅 (0.0 km) - 八日市中野駅 (0.9 km) - 川合寺駅 (1.6 km) - 御園駅 (2.8 km)
川合寺駅 - 御園駅手前までの廃線跡は、歩行者・自転車専用道で、道沿いには近江鉄道八日市営業所（バス車庫）がある。
専門家による廃止区間のツアーが、東近江市観光協会主催で積極的に開催されてきた。

### 未成区間
- 飛行場駅（のちの御園駅） - 神崎郡山上村（のちの永源寺町山上）[26]

## 輸送・収支実績
| 年度 | 輸送人員（人） | 貨物量（トン） | 営業収入（円） | 営業費（円） | 営業益金（円） | その他益金（円） | その他損金（円）                      | 支払利子（円） | 政府補助金（円） | 会社名         |
| ---- | -------------- | -------------- | -------------- | ------------ | -------------- | ---------------- | ------------------------------------- | -------------- | ---------------- | -------------- |
| 1913 | 33,478         | 70             | 5,007          | 6,793        | ▲ 1,786        | 1,507            |                                       | 2,905          | 3,216            | 湖南鉄道       |
| 1914 | 126,703        | 323            | 18,201         | 16,219       | 1,982          |                  | 679                                   | 13,135         | 11,343           | 湖南鉄道       |
| 1915 | 141,031        | 725            | 19,004         | 14,398       | 4,606          |                  | 償却金3,813補助金減576                | 12,785         | 9,178            | 湖南鉄道       |
| 1916 | 146,560        | 340            | 18,399         | 14,451       | 3,948          |                  | 社債較差金償却740                     | 12,750         | 8,971            | 湖南鉄道       |
| 1917 | 178,041        | 795            | 21,678         | 18,637       | 3,041          |                  | 自動車売却差損金及社債較差金償却6,869 | 12,749         | 9,466            | 湖南鉄道       |
| 1918 | 200,496        | 1,027          | 47,890         | 20,040       | 27,850         |                  | 建設費償却金5,857側線設置差損金1,906  | 6,236          | 10,951           | 湖南鉄道       |
| 1919 | 246,918        | 1,677          | 35,835         | 35,029       | 806            |                  |                                       | 3,394          | 10,849           | 湖南鉄道       |
| 1920 | 263,387        | 5,312          | 58,121         | 40,286       | 17,835         |                  |                                       | 3,926          | 831              | 湖南鉄道       |
| 1921 | 277,337        | 13,459         | 76,539         | 49,569       | 26,970         |                  |                                       |                |                  | 湖南鉄道       |
| 1922 | 291,565        | 10,221         | 77,121         | 42,520       | 34,601         |                  |                                       |                |                  | 湖南鉄道       |
| 1923 | 312,859        | 10,038         | 80,266         | 58,624       | 21,642         | 償却金繰入3,500  |                                       | 5,770          | 1,529            | 湖南鉄道       |
| 1924 | 316,708        | 9,880          | 78,151         | 45,042       | 33,109         |                  | 償却金852                             | 6,374          |                  | 湖南鉄道       |
| 1925 | 324,230        | 10,651         | 93,330         | 46,842       | 46,488         |                  |                                       | 8,563          |                  | 湖南鉄道       |
| 1926 | 342,437        | 11,932         | 86,428         | 46,857       | 39,571         |                  |                                       | 7,157          |                  | 湖南鉄道       |
| 1927 | 258,909        | 9,155          | 60,134         | 30,239       | 29,895         |                  |                                       | 85             |                  | 琵琶湖鉄道汽船 |
| 1928 | 366,246        | 16,338         | 109,978        | 56,874       | 53,104         | 汽船及軌道74,986 | 雑損747                               | 112            |                  | 琵琶湖鉄道汽船 |
| 1929 | 106,600        | 5,805          | 28,838         | 17,189       | 11,649         |                  |                                       |                |                  | 琵琶湖鉄道汽船 |
| 1929 | 343,176        | 15,257         | 88,230         | 44,428       | 43,802         |                  | 償却金3,130                           | 12,394         |                  | 八日市鉄道     |
| 1930 | 328,291        | 12,355         | 82,338         | 48,901       | 33,437         |                  |                                       | 7,017          |                  | 八日市鉄道     |
| 1931 | 302,236        | 13,924         | 77,695         | 51,838       | 25,857         |                  | 雑損3,796                             | 15,324         |                  | 八日市鉄道     |
| 1932 | 285,476        | 15,647         | 77,780         | 48,201       | 29,579         |                  | 償却金3,376                           | 17,385         |                  | 八日市鉄道     |
| 1933 | 269,355        | 18,609         | 72,553         | 50,005       | 22,548         |                  |                                       | 11,939         |                  | 八日市鉄道     |
| 1934 | 231,855        | 18,789         | 66,353         | 47,386       | 18,967         |                  | 雑損2,449                             | 9,051          | 10,379           | 八日市鉄道     |
| 1935 | 238,580        | 18,686         | 67,658         | 49,966       | 17,692         |                  | 雑損償却金5,360                       | 8,396          | 11,213           | 八日市鉄道     |
| 1936 | 234,911        | 22,305         | 69,717         | 49,674       | 20,043         |                  | 雑損償却金5,712                       | 7,503          | 11,205           | 八日市鉄道     |
| 1937 | 245,971        | 20,898         | 71,007         | 58,306       | 12,701         | 諸税引当2,000    | 雑損償却金8,778                       | 6,686          | 8,955            | 八日市鉄道     |
| 1939 | 349,124        | 29,714         |                |              |                |                  |                                       |                |                  | 八日市鉄道     |
| 1941 | 689,531        | 49,580         |                |              |                |                  |                                       |                |                  | 八日市鉄道     |
| 1943 | 918,872        | 42,372         |                |              |                |                  |                                       |                |                  | 八日市鉄道     |
| 1945 | 1,278,923      | 305,483        |                |              |                |                  |                                       |                |                  | 近江鉄道       |

- 鉄道院年報、鉄道院鉄道統計資料、鉄道省鉄道統計資料、鉄道統計資料、鉄道統計、国有鉄道陸運統計各年度版